# La Pèlerine écossaise
La Pèlerine écossaise est une comédie en trois actes de Sacha Guitry, créée au théâtre des Bouffes-Parisiens le 15 janvier 1914.
La vie paisible d'un couple de 40 ans dans leur résidence secondaire de Bretagne est perturbée par l'arrivée intempestive d'un couple d'amis et de la présence d'un jeune voisin entreprenant vont troubler leur quiétude et provoquer la tentation de l'adultère.

## Distribution de la création
- Philippe : Sacha Guitry
- Marcel Chainay : Pierre de Guingand
- Adolphe Mérissel : Georges Noblet
- Docteur Philard : Gildès
- Caperon : Baron Fils
- Hoan, domestique : Hoan
- Françoise : Charlotte Lysès
- Huguette Duvernoy : Jeanne Renouardt
- Louise, femme de chambre : Germaine de Brysse

## Captation de 1972Au Théâtre ce soir
- Philippe : Jean Piat
- Marcel Chainay : Philippe Etesse
- Adolphe Mérissel : Robert Manuel
- Docteur Philard : Raymond Baillet
- Caperon, le maire : Alain Souchère
- Hoan, le valet : Ly Sary
- Françoise : Geneviève Casile
- Huguette Duvernoy : Françoise Petit
- Louise, la soubrette : Janine Roux
- Mise en scène : Robert Manuel
- Réalisation : Pierre Sabbagh
- Diffusion : 12 juin 1972 - Théâtre Marigny - Pris